# Amphisbaena vermicularis
Espèce
Synonymes
- Amphisbaena vermicularis centralis Amaral, 1935
- Amphisbaena spixi Schmidt, 1936

Amphisbaena vermicularis est une espèce d'amphisbènes de la famille des Amphisbaenidae.

## Répartition
Cette espèce se rencontre :
- au Brésil dans les États d'Amazonas, du Pará, du Mato Grosso, du Goiás, du Tocantins, du Minas Gerais, du Maranhão, de Bahia et du Pernambouc ;
- en Bolivie dans les départements de Tarija et de Santa Cruz.

## Publication originale
- Wagler in Spix, 1824 : Serpentum Brasiliensium species novae, ou histoire naturelle des espèces nouvelles de serpens. Monachii, Typis Franc. Seraph. Hübschmanni, p. 1-75 (texte intégral).